# Michał Seweryński

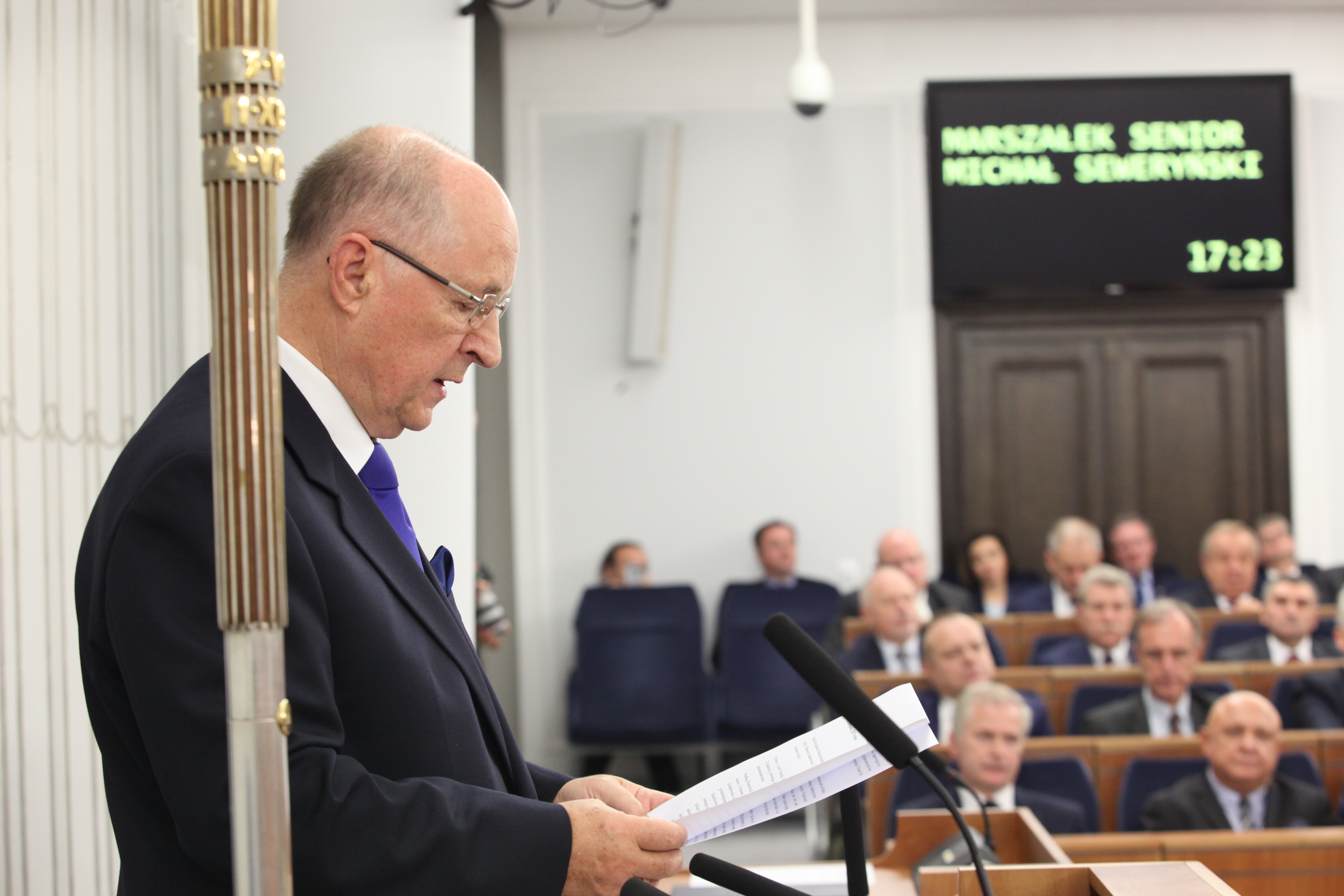
Michał Seweryński jako marszałek senior Senatu IX kadencji

Michał Seweryński (ur. 1 lipca 1939 w Łodzi) – polski prawnik, nauczyciel akademicki i polityk, profesor nauk prawnych. W latach 2005–2006 minister edukacji i nauki, w latach 2006–2007 minister nauki i szkolnictwa wyższego w rządach Kazimierza Marcinkiewicza i Jarosława Kaczyńskiego, od 2011 senator VIII, IX, X i XI kadencji, wicemarszałek Senatu IX kadencji, marszałek senior Senatu IX i XI kadencji.

## Życiorys
Syn Władysława i Ireny. W 1962 ukończył studia na Wydziale Prawa Uniwersytetu Łódzkiego. W latach 70. kształcił się w Trieście i Paryżu. Uzyskiwał stopnie doktora i doktora habilitowanego. W 1987 otrzymał tytuł naukowy profesora nadzwyczajnego. W 1990 został profesorem zwyczajnym. Specjalizuje się w zakresie polskiego i międzynarodowego prawa pracy. Jako nauczyciel akademicki związany z Uniwersytetem Łódzkim, na którym kierował Zakładem Zbiorowych Stosunków Pracy i Polityki Społecznej. Objął funkcję kierownika Katedry Prawa Europejskiego. Od 1990 do 1996 sprawował funkcję rektora Uniwersytetu Łódzkiego. Wykładał gościnnie na uczelniach wyższych we Francji, Kanadzie, Szwajcarii, Hiszpanii i Japonii. Podjął także pracę na Uniwersytecie Ekonomicznym w Katowicach. Pod jego kierunkiem stopień naukowy doktora w 1986 uzyskał Zbigniew Hajn.
Został przewodniczącym Krajowej Rady Katolików Świeckich, wchodził w skład Papieskiej Rady ds. Świeckich. Był też konsulem honorowym Republiki Francuskiej w Łodzi. Opublikował ponad 140 prac naukowych z zakresu prawa pracy. Zasiadał w krajowych i zagranicznych towarzystwach naukowych. Pełnił funkcję przewodniczącego Konferencji Rektorów Uniwersytetów Polskich. Był członkiem Rady Legislacyjnej działającej przy prezesie Rady Ministrów, wiceprzewodniczącym rządowej Komisji ds. Reformy Prawa Pracy oraz przewodniczącym Komisji Kodyfikacyjnej Prawa Pracy.
W latach 1997–2000 współpracował z ministrem edukacji narodowej Mirosławem Handke, przygotowywał projekt ustawy o szkolnictwie wyższym (ostatecznie nieuchwalony). W 2004 bez powodzenia kandydował w wyborach do Parlamentu Europejskiego z ramienia Narodowego Komitetu Wyborczego Wyborców zorganizowanego przez Macieja Płażyńskiego. W 2005 wszedł w skład Honorowego Komitetu Poparcia Lecha Kaczyńskiego w wyborach prezydenckich.
Od 31 października 2005 do 5 maja 2006 sprawował funkcję ministra edukacji i nauki. Od 5 maja 2006 do 7 września 2007 i ponownie od 11 września 2007 do 16 listopada 2007 był ministrem nauki i szkolnictwa wyższego, pomiędzy tymi okresami zajmował stanowisko sekretarza stanu w Ministerstwie Nauki i Szkolnictwa Wyższego i kierownika tego resortu.
W wyborach do Parlamentu Europejskiego w 2009 z listy Prawa i Sprawiedliwości po raz drugi kandydował bezskutecznie do Parlamentu Europejskiego. W 2010 prezydent RP Lech Kaczyński powołał go na członka Narodowej Rady Rozwoju.
Został członkiem Łódzkiego Społecznego Komitetu Poparcia Jarosława Kaczyńskiego w przedterminowych wyborach prezydenckich w 2010.
W wyborach w 2011 uzyskał mandat senatora VIII kadencji. Kandydując z ramienia PiS w okręgu wyborczym nr 27, otrzymał 33 770 głosów. W 2015 został ponownie wybrany na senatora (dostał 59 410 głosów). Z racji wieku został powołany na marszałka seniora Senatu IX kadencji po uprzedniej rezygnacji złożonej przez Barbarę Borys-Damięcką. 20 kwietnia 2017 został wybrany na wicemarszałka Senatu IX kadencji w miejsce odwołanego tego samego dnia Grzegorza Czeleja.
Został przewodniczącym Akademickiego Klubu Obywatelskiego im. Prezydenta Lecha Kaczyńskiego w Łodzi. W wyborach w 2019 i 2023 z powodzeniem ubiegał się o senacką reelekcję, otrzymując odpowiednio 86 706 głosów oraz 87 381 głosów. 7 listopada tego samego roku prezydent Andrzej Duda wyznaczył go na marszałka seniora Senatu XI kadencji.

## Odznaczenia i wyróżnienia
Odznaczony Krzyżem Kawalerskim (1993) i Oficerskim (2002) Orderu Odrodzenia Polski, a także papieskim medalem Pro Ecclesia et Pontifice. Jest kawalerem francuskiego Orderu Palm Akademickich i Orderu Narodowego Legii Honorowej. W 2018 odznaczony Złotą i Srebrną Gwiazdą japońskiego Orderu Wschodzącego Słońca. W tym samym roku wyróżniono go też Nagrodą im. Michała Serzyckiego. W 2022 otrzymał Odznakę Honorową za Zasługi dla Legislacji, a w 2023 Złoty medal „Zasłużony dla Nauki Polskiej Sapientia et Veritas”.
Wyróżniony tytułem doctora honoris causa Université Jean-Moulin-Lyon-III. W 2011 został laureatem Nagrody Miasta Łodzi.